# Uca maracoani
Uca maracoani es una especie de cangrejo de la familia Ocypodidae. 
Fue descrito en 1802 por Latreille. Debido a la pesca para el consumo humano y exhibición en museos, la UICN lo clasifica como especie vulnerable.